# Marius Casadesus
Marius Robert Max Casadesus (ur. 24 października 1892 w Paryżu, zm. 13 października 1981 tamże) – francuski skrzypek i kompozytor.

## Życiorys
Brat Francisa i Henriego. Studiował w Konserwatorium Paryskim, studia ukończył w 1914 roku z I nagrodą w grze na skrzypcach. Koncertował w Europie i Ameryce Północnej, często występując wraz ze swoim bratankiem, pianistą Robertem Casadesusem. Prowadził własny kwartet smyczkowy, w latach 1920–1940 występował też w zespole muzyki dawnej Société des Instruments Anciens, w którym grał na quintonie i gambie dyskantowej.
Skomponował m.in. 3 kwartety smyczkowe, pieśni, symfonie, pisał też muzykę filmową. Zasłynął jako autor jednej z głośniejszych mistyfikacji muzycznych. W 1931 roku zaprezentował w Paryżu Koncert skrzypcowy D-dur „Adelaide”, rzekome młodzieńcze dzieło Wolfganga Amadeusa Mozarta, napisane przez niego w wieku 10 lat i zadedykowane córce króla Ludwika XV, Adelajdzie. Z czasem jednak wokół autentyczności kompozycji zaczęły narastać wątpliwości, a Casadesus nie był w stanie przedstawić oryginalnego manuskryptu utworu. Ostatecznie, w 1977 roku przyznał się do jego napisania.